# Ісаєв Хусейн Абубакарович
Хусейн Абубакарович Ісаєв (25 вересня 1960 , Чечено-Інгуська Автономна Радянська Соціалістична Республіка  — 9 травня 2004 , Грозний ) — політичний діяч, голова Державної Ради Чеченської Республіки з червня 2003 року в травень 2004 року.

## Біографія
Народитися 25 вересня 1960 року у Чечено-Інгушській АРСР. Батьки Хусейна Ісаєва були піддані депортації. До заслання батько, Абубакар Ісаєв, був учителем у місцевій школі, після повернення працював завідувачем райвідділу соціального забезпечення Радянського району ЧІАРСР, потім — головою колгоспу ім. XX партз'їзду, начальником відділу дорожнього будівництва Радянського району; мати — Йізан.

### Освіта та робота
Закінчивши Харківський інженерно-будівельний інститут в 1983 році, доктор економічних наук, професор.
Із 1983 року працював на посаді виконроба в Харкові. Із1987 по 1990 рік начальник Ремонтно-будівельного управління № 1 тресту «Чеченгражданстрой» (Грозний). Із 1990 по 1991 рік — голова правління АТ «Беркат» (Грозний).
Із 1991 по 1997 рік начальник головного управління «Чеченингушглавснаб», потім генеральний директор акціонерної комерційно-посередницької компанії «Чеченглавснаб». Із 1997 по 2000 рік - генеральний директор Центру нових технологій Міжнародної інженерної академії. Дійсний член Міжнародної інженерної академії.

### Політична діяльність
У 1990 році був обраний депутатом Верховної Ради Чечено-Інгушетії 9-го скликання.
На вибори до Державної думи 1999 році балотувався до Державної думи РФ третього скликання за загальнофедеральним списком «Блоку Андрія Ніколаєва та Святослава Федорова». Блок не пройшов.
Із 2000 по 2003 рік — керівник територіального управління Міністерства майнових відносин РФ по Чеченській Республіці. Був депутатом Верховної Ради Чечено-Інгушської АРСР, яку розігнали прихильники Дудаєва у 1991 році
21 червня 2003 був обраний головою створеної в Республіці Державної Ради.

### Загибель
9 травня 2004 року на стадіоні «Динамо» стався теракт — під центральною трибуною стадіону спрацював вибуховий пристрій. Унаслідок теракту загинули 7 людей, серед загиблих опинився президент Ахмат Кадиров і голова республіканського парламенту Хусейн Ісаєв.
Похований наступного дня в рідному селі Ітум-Кале.

## Сім'я
Був одружений. Вдова — Роза Вахаївна Ісаєва (1962), обиралася заступницею голови парламенту Чечні.
Четверо дітей, два сини та дві дочки — Мурад, Магомед, Мадіна та Мілана.

## Нагороди та звання
- Заслужений економіст Чеченської Республіки
- Орден Дружби (2003)
- Орден Мужності (посмертно, 2004)

## Пам'ять
- В Ітум-Кале створено Краєзнавчий музей імені Х. Ісаєва;